# Girolamo de Franciscis
Girolamo de Franciscis o de Franceschi (Capodistria, 1445 circa – Udine, 13 maggio 1513) è stato un vescovo cattolico italiano.

## Biografia
Nato a Capodistria da famiglia di origine udinese entrò nell'ordine dei Servi di Maria, emettendo la professione religiosa nel  1462. Si addottorò in teologia a Bologna il 23 novembre 1473.
Fu incorporato nella facoltà teologica di Padova l'11 settembre 1484. L'anno seguente prendendo parte al capitolo generale del suo ordine a Vetralla ebbe modo di conoscere il cardinale Giovanni Michiel, che divenne il suo patrono.
Fu eletto vicario generale della congregazione riformata dell'ordine nel 1485, nel 1489, nel 1491, nel 1492 e nel 1494.
Il 18 febbraio 1496 fu nominato vescovo di Corone grazie all'appoggio del cardinale Giovanni Michiel. Si dimise dalla carica nel 1502.
Fu vicario generale in pontificalibus (vescovo ausiliare) del patriarca d'Aquileia Domenico Grimani e in tale veste compì tre visite pastorali nella parte austriaca della diocesi.
Morì a Udine il 13 maggio 1513 e fu sepolto a Venezia il 12 agosto successivo.

## Opere
Francesco Sansovino gli attribuisce le seguenti opere teologiche rimaste manoscritte:
- De sanctis lib. 1
- De moriendi desiderio lib. 1
- De excellentis nominis Jesu lib. 1
- Expositio in septem psalmos penitentiales
- Quaestiones theologicae ac variae

Una delle sue prediche è stata edita da Tommaso Porcacchi nel 1565.